# 柴崎徳明
柴崎 徳明（しばざき のりあき、1946年〈昭和21年〉 - 2017年〈平成29年〉7月26日）は、日本の天文学者・宇宙物理学者。理学博士。主な専門は中性子星の物理学。
1946年福島県生まれ。1962年平工業高等専門学校機械工学科（1967年に福島工業高等専門学校と改称）に1回生として入学。1967年福島工業高等専門学校機械工学科卒業（1回生）。1971年立教大学理学部物理学科卒業。同大学大学院理学研究科博士課程単位取得退学。ワシントン大学、イリノイ大学、NASAで研究員を務めた後、1988年立教大学理学部講師及び同助教授を経て1998年より立教大学理学部教授。2017年7月26日没（満70歳）。

## 著書
- 『現代の宇宙像』（共著、培風館）
- 『中性子星とパルサー』（培風館）
- 『宇宙天体論』（共著、学習研究社）
- 『現代の天文学8　ブラックホールと高エネルギー現象』（共著、日本評論社）